# Tyrannoctones
Sauf précision contraire, les dates de cet article sont sous-entendues « avant l'ère commune » (AEC), c'est-à-dire « avant Jésus-Christ ».
Harmodios et Aristogiton (en grec ancien Ἁρμόδιος καὶ Ἀριστογείτων / Harmódios kaì Aristogeítôn), tous deux morts en -510, sont les Tyrannoctones (de τύραννος / túrannos (« tyran ») et κτείνω / kteínô (« tuer »)), assassins du tyran athénien Hipparque.
Les deux principaux récits du meurtre sont ceux de La Guerre du Péloponnèse (VI, 56-59) de Thucydide, et de la Constitution d'Athènes (XVIII) attribuée à Aristote.

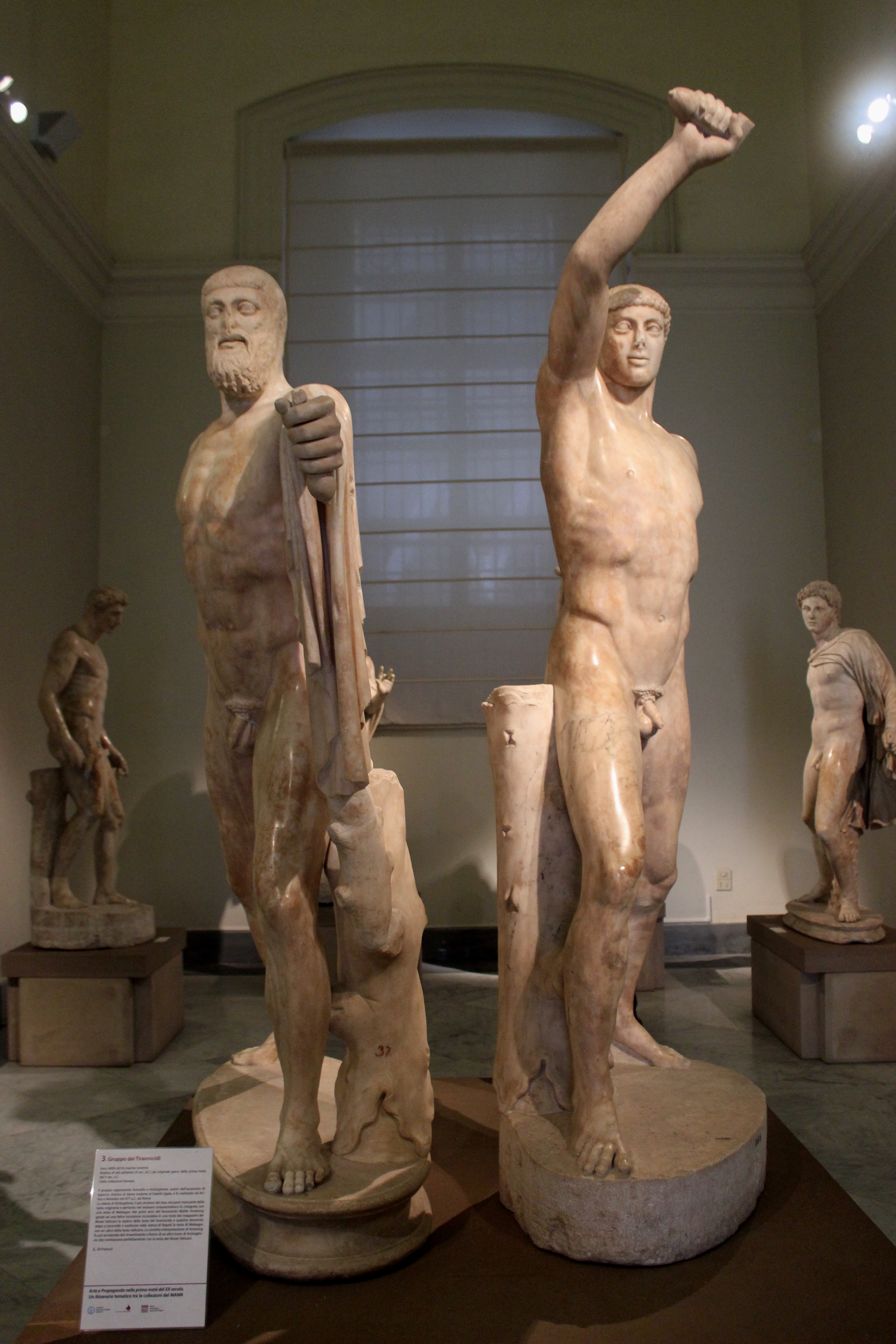
Les Tyrannoctones. Copie romaine d'un groupe réalisé en bronze en 477-476 avant notre ère (musée archéologique de Naples)
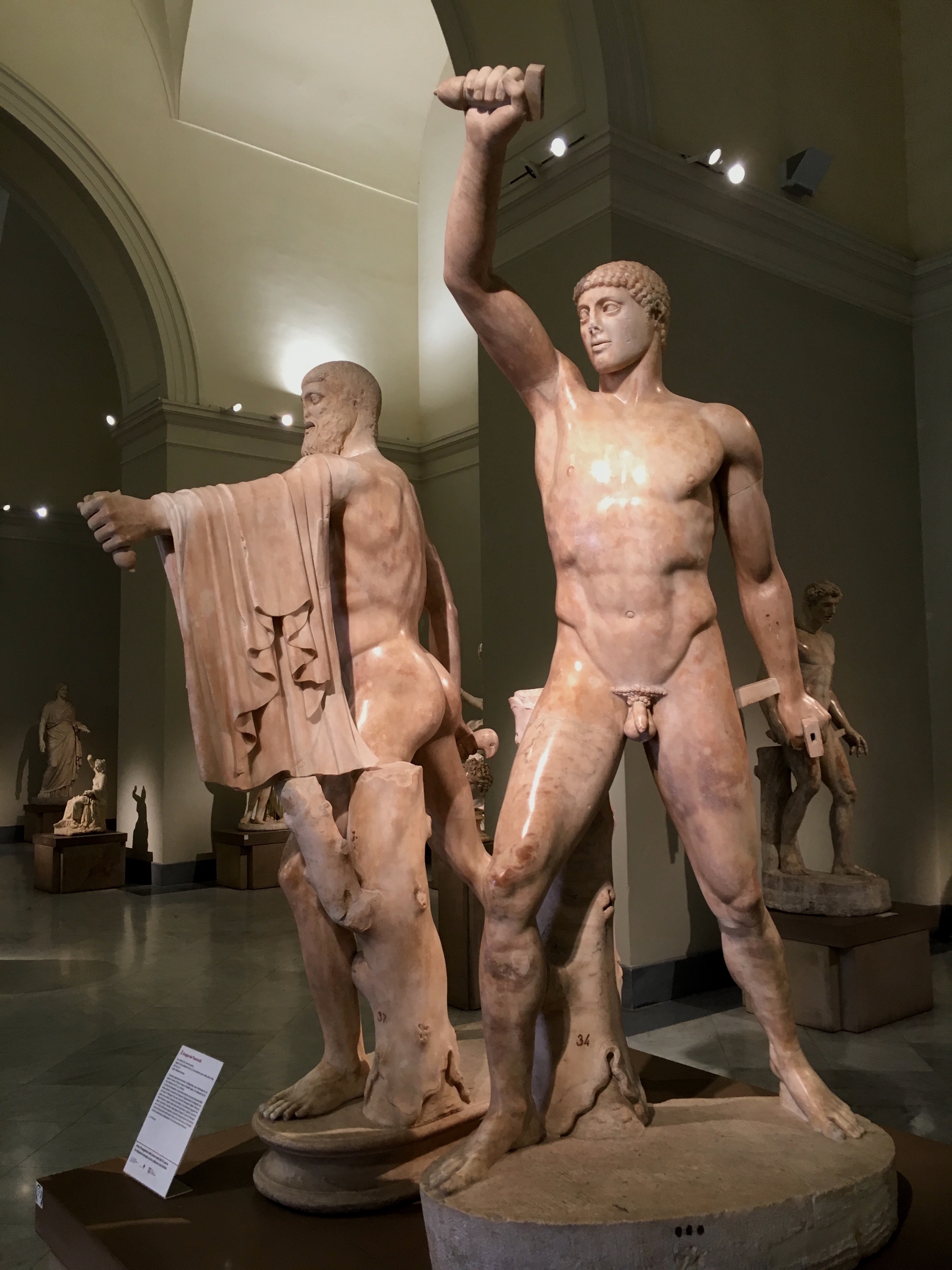
Harmodios (à droite) et Aristogiton (à gauche)
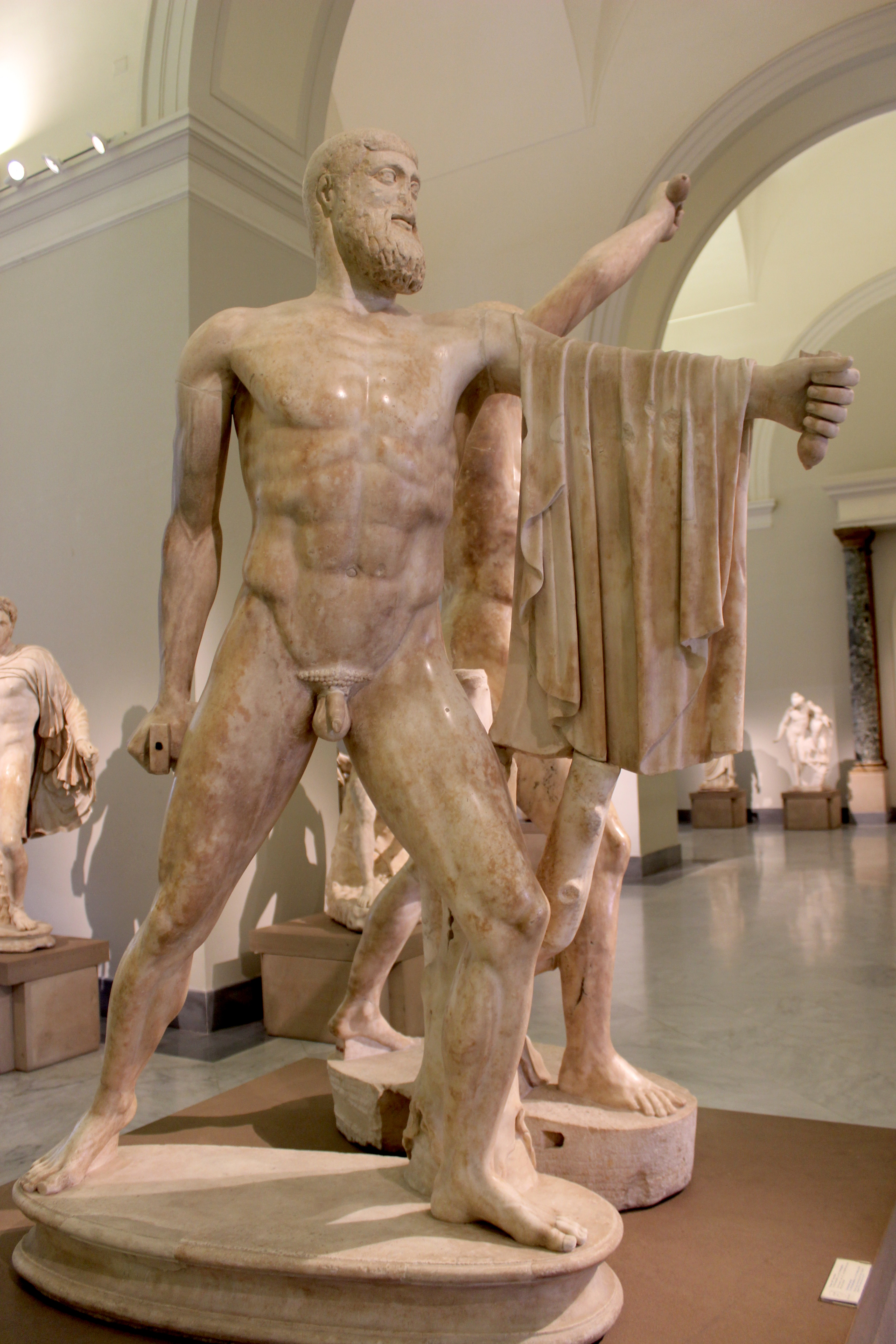
Aristogiton

## Assassinat
Selon l'historien Thucydide, au livre VI de son Histoire de la guerre du Péloponnèse (écrite entre 80 et 90 ans plus tard), Aristogiton est un Athénien « moyen » (mesôs politès). Harmodios, son jeune amant, appartient aux cercles aristocratiques de la cité. Lucien de Samosate (plus de 400 ans après l'événement) fait d'Aristogiton « un homme du peuple et un pauvre » dans son dialogue Le Parasite. Selon Thucydide, Harmodios repousse les avances d'Hipparque, un des Pisistratides. Pour se venger, celui-ci invite tout d'abord la sœur du jeune homme à être canéphore lors d'une procession, honneur recherché par les filles des grandes familles d'Athènes, puis la chasse publiquement du cortège au prétexte qu'elle ne mérite pas cet honneur. Selon Aristote, c'est Thessalos, fils de la concubine argienne de Pisistrate et donc demi-frère d'Hipparque, qui est repoussé par Harmodios et empêche la sœur du jeune homme d'être canéphore.
Toujours selon ces narrateurs, l'incident incite Harmodios et Aristogiton à se débarrasser d'Hipparque, auteur de l'offense, mais aussi et surtout de son frère Hippias, seul à exercer véritablement le pouvoir. Les amants recrutent rapidement une petite bande ; leur plan est de  profiter du défilé des Grandes Panathénées pour assassiner Hippias et Hipparque. Thucydide précise que c'était le « seul jour où il fût possible aux citoyens qui devaient former le cortège de s'assembler en armes sans exciter la méfiance ». Aristote proteste contre ce détail, sous l'argument qu'« alors on ne faisait pas la procession en armes ; cet usage fut introduit plus tard par la démocratie. » Ce que soulignent ces deux versions c'est la très grande distance de ces narrateurs d'avec les événements. Leur version est celle qu'ils écrivent depuis leur monde.
Le jour dit, Harmodios et Aristogiton observent un des conjurés discutant au Céramique, sur l'Acropole selon Aristote, avec Hippias entouré de ses gardes. Craignant d'avoir été trahis, ils rebroussent chemin et rencontrent sur leur route Hipparque, à l'écart de son escorte. Ils le poignardent, Harmodios est tué peu après par les gardes, et Aristogiton s'enfuit dans la foule. Il est arrêté peu après, torturé et exécuté, mais non sans avoir eu le temps d'avouer le nom de ses complices, tous aristocrates.

## Légende et sculpture

### Le groupe des Tyrannoctones
Harmodios et Aristogiton sont traités comme des héros après la chute d'Hippias. Des statues en bronze, œuvre d'Anténor, sont érigées en leur honneur sur l'agora à une date qui reste discutée : Pline l'Ancien la situe la même année que la fin de la royauté à Rome, c'est-à-dire en 510-509. Cependant, Pline se réfère plus probablement à la chute de la tyrannie d'Hippias, effectivement survenue en 510. Il n'est pas du tout certain que l'érection du groupe ait été contemporaine de cet événement : mettre en valeur Harmodios et Aristogiton serait revenu à minimiser le rôle de la famille aristocratique des Alcméonides, artisans du renversement d'Hippias, dans le rétablissement de la démocratie. On a soutenu qu'elle a eu lieu en 490, après la bataille de Marathon, ou encore en 498, au moment de l'ostracisme de l’alcméonide Mégaclès. Quoi qu'il en soit, Pausanias comme Pline s'accordent à dire que ce sont les premières statues officielles de la cité. L'espace de l'agora où était placé ce groupe était préservé : un décret fut pris pour qu'aucune statue de personne illustre ne soit placée à proximité parce que personne ne devait être placé à égalité avec ces fondateurs de l'ordre démocratique.
Emportées par le roi perse Xerxès Ier lors du sac d'Athènes en -480, elles sont remplacées par un autre groupe dû à Critios et Nésiotès, que la chronique de Paros date de 477-476. Le groupe d'Anténor est ensuite restauré, selon Arrien, par Alexandre le Grand, selon Pausanias, par Antiochos Ier ou encore, selon Valère Maxime, par Séleucos Ier.
On identifie généralement deux statues du Musée national archéologique de Naples, trouvées à la villa Adriana, comme des copies du deuxième groupe. Elles représentent, légèrement plus grands que nature, à droite Harmodios, bras droit levé et tenant un poignard, prêt à frapper ; à gauche, Aristogiton tend en avant son bras gauche recouvert d'un manteau, sans doute pour se protéger, tandis que son bras droit, armé, est rejeté en arrière. Le groupe est représenté de face, le spectateur se trouvant donc dans la position de la victime. Cette iconographie est reprise sur des peintures de vase grec, en particulier sur le bouclier d'Athéna d'une amphore panathénaïque datée de 400 environ, sur des monnaies et, en bas-relief, sur le trône d'Elgin daté de 300 environ, attestant de la popularité des tyrannicides. À ce propos on peut noter que, dans les représentations antiques de ce groupe (avant l'époque romaine) autour duquel on devait pouvoir tourner, soit l'adulte est placé devant, soit la face représentant l'adulte, l'éraste, est retenue et non celle du jeune homme qui tenait pourtant son bras replié au-dessus de sa tête, prêt à lancer une attaque foudroyante : cette posture d'attaque étant à l'origine exclusivement réservée à Apollon - en particulier dans les scènes de bataille contre les géants, les Gigantomachies. La posture d'Aristogiton était bien plus classique, l'épée presque à l'horizontale, prêt à frapper d'estoc et son vêtement, l'himation, replié sur le bras tendu en avant, sa main serrant l'étuis de son épée.

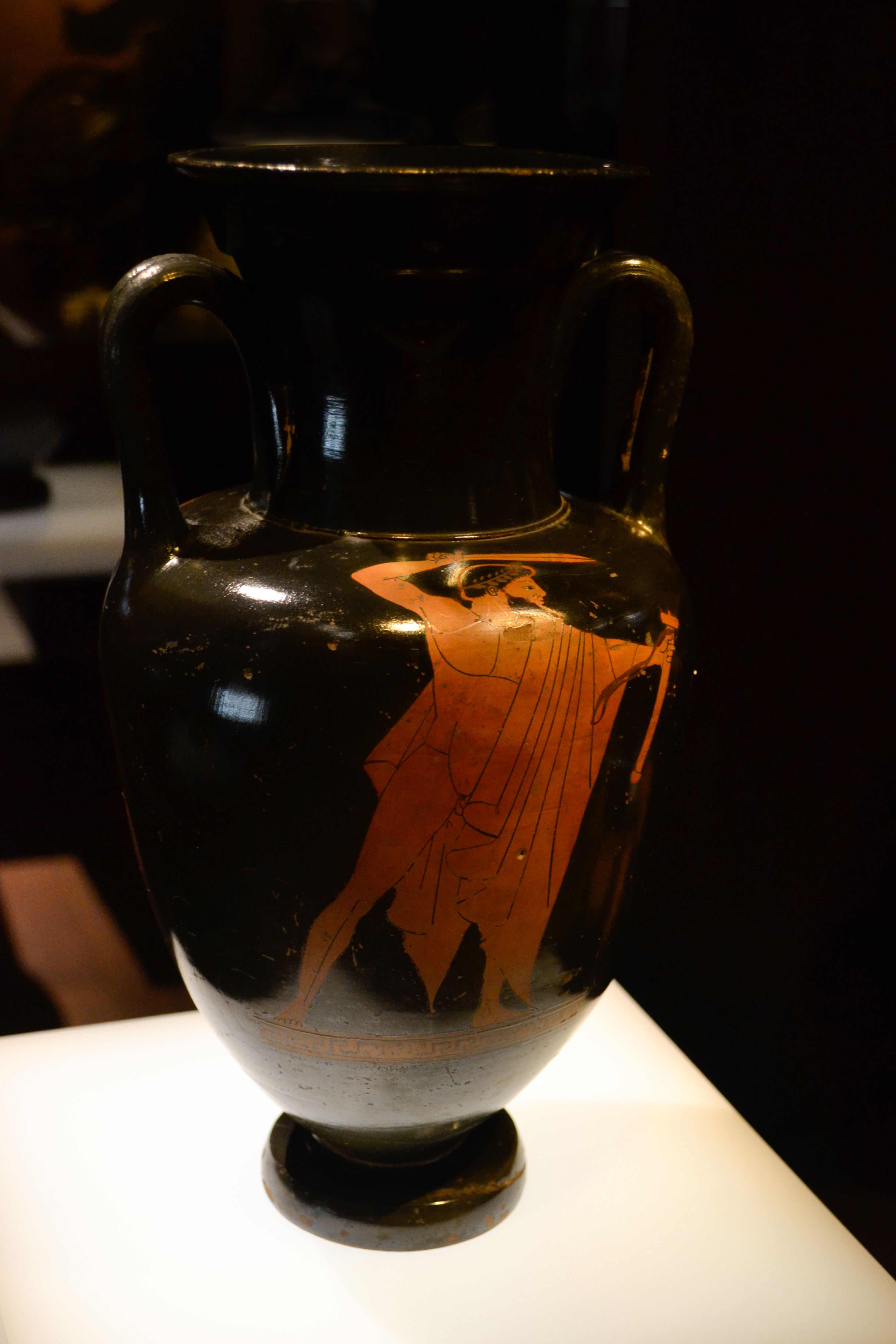
Aristogiton (pose d'Harmodios dans les autres versions). Amphore attique, peintre de Berlin. Musée archéologique national de Madrid, v. 480
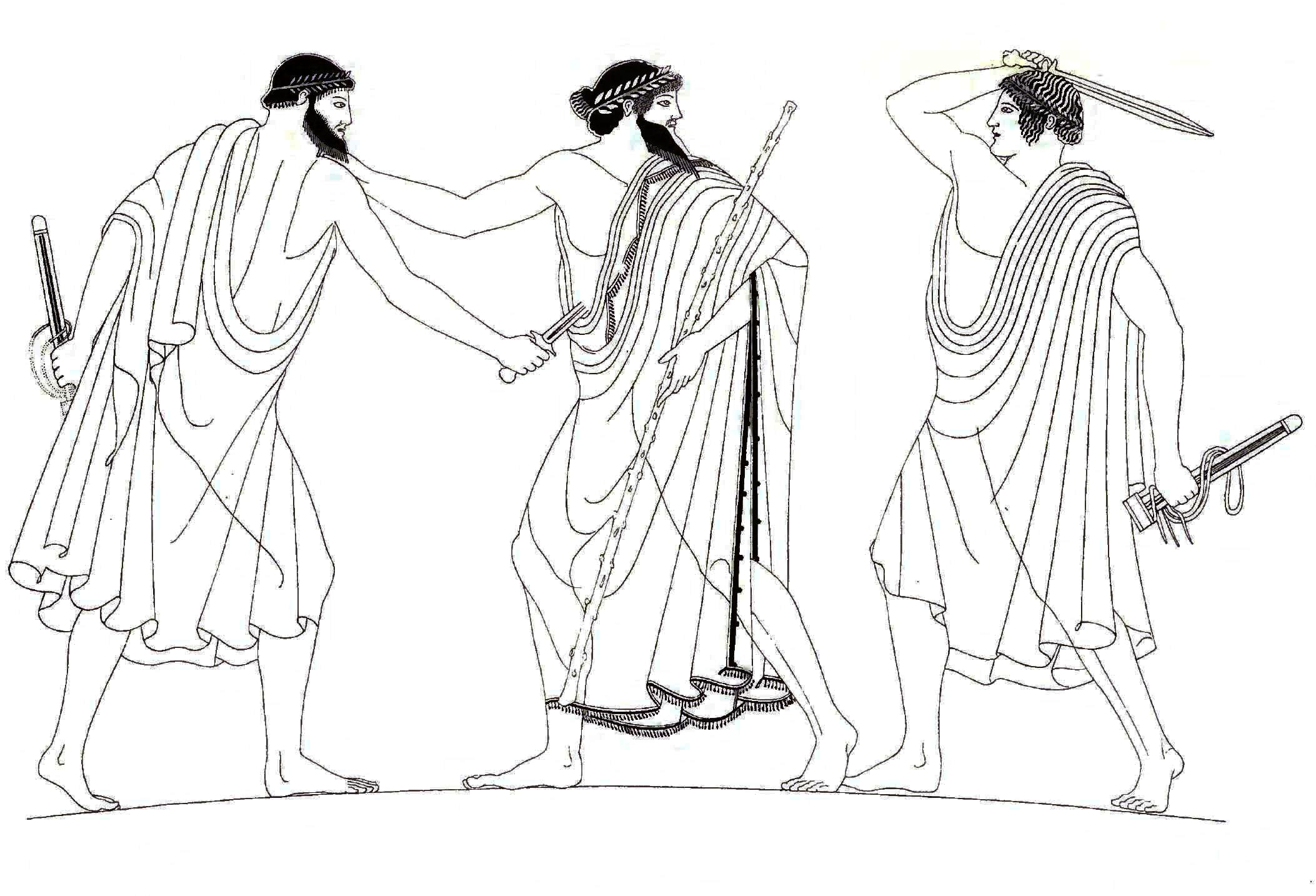
Dessin d'après le stamnos de Wurtzbourg, 475/470 AEC[24].
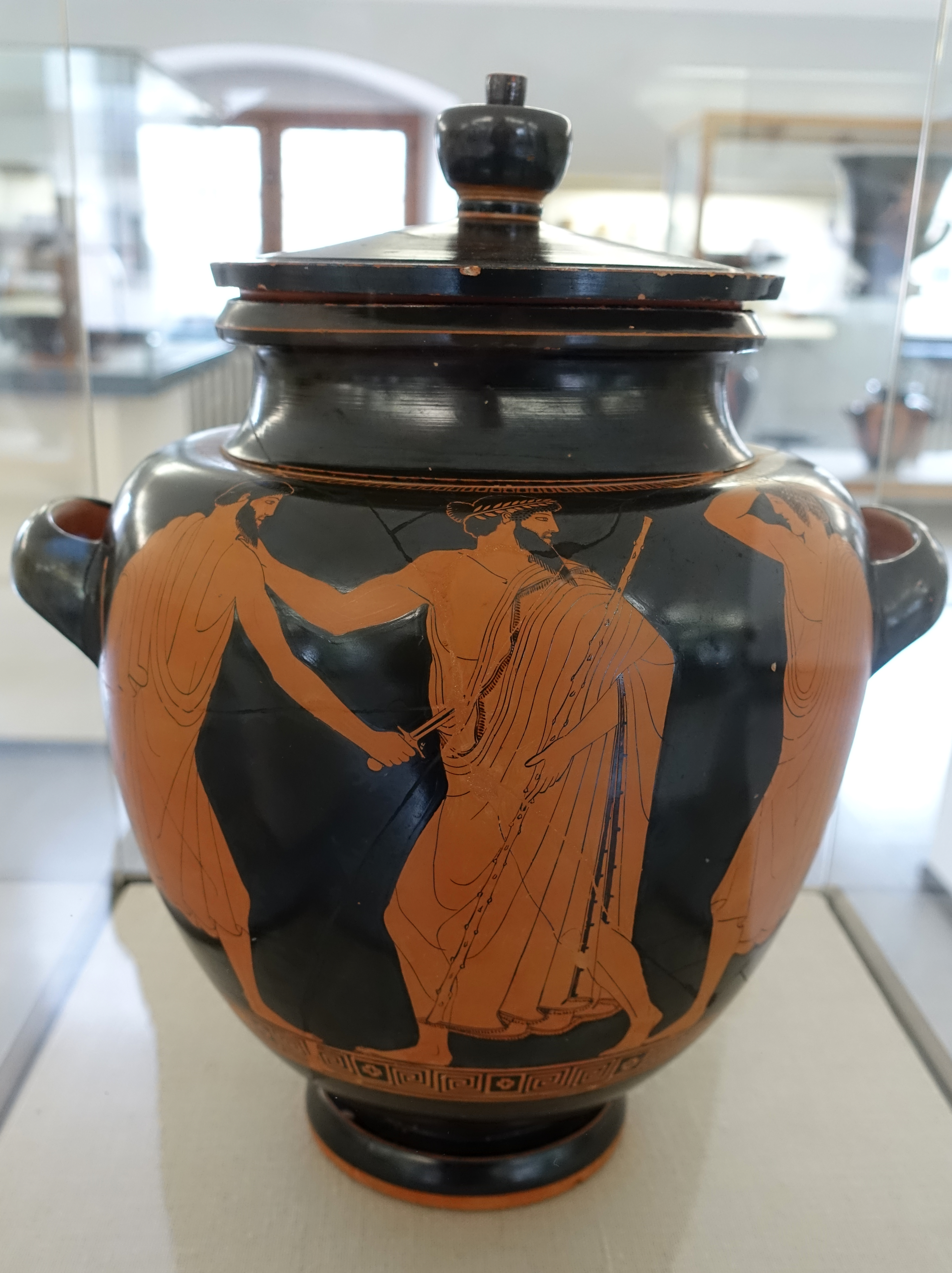
Aristogiton tue Hyparque. Stamnos attique du peintre de Syriskos, 475-470

D'autre part, l'historien Vincent Azoulay (2014) nous fait remarquer que, à la date de l'événement, Harmodios était père de famille : « on connait au moins un de ses descendants en ligne directe, appelé lui-même Harmodios, et qui fut impliqué dans un procès contre le stratège Iphicrate dans les années 380 ». Il ne pouvait donc plus jouer le rôle de l'éromène d'Aristogiton lors de sa mort en 514. Cette image du couple d'amants, produite successivement par deux fois, est donc une construction, une « légende » si l'on veut, qui a été produite dans le contexte de l'émergeance de la démocratie. Selon Vincent Azoulay il s'agissait, plus encore, de « mettre en relief le rôle de l'eros dans la construction de la toute jeune démocratie » ; un amour passionnel que le citoyen  peut ressentir, comme Aristogiton, pour celui qui élimine le tyran. Et il souligne qu'à peine cinquante ans plus tard Périclès, dans son discours sur les morts durant la première année de la guerre du Péloponnèse, aurait eu cette formule : « Contemplez plutôt chaque jour, dans sa réalité, la puissance de la cité, soyez-en les amants » (érastes).

### Postérité
Les chants populaires athéniens attribuent également aux Tyrannoctones une place dans les îles des Bienheureux, aux côtés d'Achille. Il n'est pas possible de donner leurs noms aux esclaves ; les propos diffamatoires à leur encontre sont également interdits. Leurs descendants font aussi l'objet d'égards particuliers : Plutarque de Chéronée rapporte qu'Aristide le Juste donne une terre en dot à une petite-fille d'Aristogiton, si pauvre qu'elle ne pouvait trouver un mari, et la marie à un citoyen de bonne naissance. Pourtant, dès l'époque classique, Thucydide s'était efforcé de relativiser la portée du geste des Tyrannoctones, déclarant à l'issue de son récit : « c'est ainsi qu'une blessure d'amour explique successivement, chez Harmodios et Aristogiton, l'idée première du complot et le coup d'audace provoqué par un affolement subit ».
Le traducteur Pierre Chambry pense que c’est Harmodios et Aristogiton que Xénophon a à l’esprit quand il parle de statues élevées aux assassins de tyrans au Chapitre IV de Hiéron.